# داني فارجو
داني فارجو (بالإنجليزية: Danny Fargo)‏ هو مصارع محترف أمريكي، ولد في 13 يونيو 1959 في نيشلسفيل في الولايات المتحدة، وتوفي بنفس المكان في 26 ديسمبر 2003 بسبب سرطان.

## روابط خارجية
- داني فارجو على موقع CageMatch worker (الإنجليزية)
- داني فارجو على موقع قاعدة بيانات المصارعة على الإنترنت (الإنجليزية)